# Onosandrus
Onosandrus is een geslacht van rechtvleugeligen uit de familie Anostostomatidae. De wetenschappelijke naam van dit geslacht is voor het eerst geldig gepubliceerd in 1878 door Stål.

## Soorten
Het geslacht Onosandrus omvat de volgende soorten:
- Onosandrus bipinnatus Karny, 1929
- Onosandrus crassipes Brunner von Wattenwyl, 1888
- Onosandrus fasciatus Stål, 1878
- Onosandrus fuscodorsalis Sjöstedt, 1913
- Onosandrus mediocris Péringuey, 1916
- Onosandrus natalensis Karny, 1929
- Onosandrus opacus Brunner von Wattenwyl, 1888
- Onosandrus saussurei Brunner von Wattenwyl, 1888
- Onosandrus splendens Sjöstedt, 1913
- Onosandrus tigrinus Karny, 1929